# Campeonato Mundial de Natação em Piscina Curta de 2014 - 200 m livre feminino
A prova dos 200 metros nado livre feminino do Campeonato Mundial de Natação em Piscina Curta de 2014 foi disputado em 7 de dezembro no Centro Aquático Aspire Sports Complex em Doha.

## Recordes
Antes desta competição, os recordes mundiais e do campeonato nesta prova eram os seguintes:
|    | Nome                | Nacionalidade | Tempo   | Local    | Data                   |
| -- | ------------------- | ------------- | ------- | -------- | ---------------------- |
| WR | Federica Pellegrini | Itália        | 1:51.17 | Istanbul | 13 de dezembro de 2009 |
| CR | Camille Muffat      | França        | 1:52.29 | Dubai    | 19 de dezembro de 2010 |

Os seguintes recordes foram estabelecidos durante a competição: 
| Data          | Prova | Nome           | Nacionalidade | Tempo   | Recorde |
| ------------- | ----- | -------------- | ------------- | ------- | ------- |
| 7 de dezembro | Final | Sarah Sjöström | Suécia        | 1:50.78 | WR, CR  |

## Medalhistas
| Ouro                 | Prata                | Bronze                |
| Sarah Sjöström (SWE) | Katinka Hosszú (HUN) | Femke Heemskerk (NED) |

## Resultados

### Eliminatórias
As eliminatórias ocorreram dia 7 de dezembro.  
| Colocação | Bateria | Raia | Nome                   | Nacionalidade     | Tempo   | Notas |
| --------- | ------- | ---- | ---------------------- | ----------------- | ------- | ----- |
| 1         | 8       | 4    | Femke Heemskerk        | Países Baixos     | 1:52.54 | Q     |
| 2         | 7       | 4    | Sarah Sjöström         | Suécia            | 1:52.60 | Q     |
| 3         | 9       | 4    | Katinka Hosszú         | Hungria           | 1:52.73 | Q     |
| 4         | 8       | 6    | Shannon Vreeland       | Estados Unidos    | 1:53.81 | Q     |
| 5         | 9       | 5    | Federica Pellegrini    | Itália            | 1:54.04 | Q     |
| 6         | 7       | 5    | Charlotte Bonnet       | França            | 1:54.48 | Q     |
| 7         | 8       | 5    | Veronika Popova        | Rússia            | 1:54.63 | Q     |
| 8         | 9       | 6    | Evelyn Verrasztó       | Hungria           | 1:54.80 | Q     |
| 9         | 9       | 3    | Michelle Coleman       | Suécia            | 1:54.85 |       |
| 9         | 9       | 8    | Siobhan-Marie O'Connor | Reino Unido       | 1:54.85 |       |
| 11        | 8       | 3    | Kylie Palmer           | Austrália         | 1:54.96 |       |
| 12        | 8       | 2    | Shen Duo               | China             | 1:54.98 |       |
| 13        | 9       | 2    | Leah Neale             | Austrália         | 1:55.35 |       |
| 14        | 9       | 1    | Chihiro Igarashi       | Japão             | 1:55.83 |       |
| 15        | 7       | 7    | Alice Mizzau           | Itália            | 1:55.85 |       |
| 16        | 6       | 1    | Katerine Savard        | Canadá            | 1:55.87 |       |
| 17        | 7       | 9    | Nina Rangelova         | Bulgária          | 1:56.01 |       |
| 18        | 7       | 3    | Katie Drabot           | Estados Unidos    | 1:56.08 |       |
| 19        | 8       | 1    | Tomomi Aoki            | Japão             | 1:56.17 |       |
| 20        | 8       | 8    | Larissa Oliveira       | Brasil            | 1:56.49 |       |
| 21        | 9       | 9    | Cecilie Johannessen    | Noruega           | 1:56.73 |       |
| 22        | 6       | 5    | Jazmin Carlin          | Reino Unido       | 1:57.35 |       |
| 23        | 9       | 0    | Jéssica Cavalheiro     | Brasil            | 1:57.37 |       |
| 24        | 6       | 6    | Barbora Závadová       | Chéquia           | 1:57.43 |       |
| 25        | 7       | 1    | Marlene Huther         | Alemanha          | 1:57.65 |       |
| 26        | 7       | 8    | Guo Junjun             | China             | 1:57.72 |       |
| 27        | 7       | 6    | Lisa Zaiser            | Áustria           | 1:57.78 |       |
| 27        | 7       | 2    | Viktoriia Andreeva     | Rússia            | 1:57.78 |       |
| 29        | 9       | 7    | Daniela Schreiber      | Alemanha          | 1:57.89 |       |
| 30        | 6       | 4    | Emily Overholt         | Canadá            | 1:58.34 |       |
| 31        | 5       | 4    | Claudia Hufnagl        | Áustria           | 1:58.97 |       |
| 32        | 6       | 7    | Susann Bjørnsen        | Noruega           | 1:59.23 |       |
| 33        | 8       | 7    | Rieneke Terink         | Países Baixos     | 1:59.26 |       |
| 34        | 7       | 0    | Danielle Villars       | Suíça             | 1:59.37 |       |
| 35        | 5       | 5    | Theodora Giareni       | Grécia            | 1:59.59 |       |
| 36        | 6       | 2    | Julia Hassler          | Liechtenstein     | 1:59.82 |       |
| 37        | 6       | 9    | Erin Gallagher         | África do Sul     | 2:00.28 |       |
| 38        | 5       | 7    | Julie Meynen           | Luxemburgo        | 2:00.50 |       |
| 39        | 3       | 0    | Nguyễn Thị Ánh Viên    | Vietname          | 2:00.53 |       |
| 40        | 6       | 0    | Monique Olivier        | Luxemburgo        | 2:01.14 |       |
| 41        | 5       | 3    | Rene Warnes            | África do Sul     | 2:01.49 |       |
| 42        | 5       | 9    | Samantha Arévalo       | Equador           | 2:01.65 |       |
| 43        | 6       | 8    | Anna Kolárová          | Chéquia           | 2:02.03 |       |
| 44        | 5       | 6    | Elisbet Gámez          | Cuba              | 2:02.18 |       |
| 45        | 4       | 5    | Karen Torrez           | Bolívia           | 2:02.51 |       |
| 46        | 3       | 3    | Machiko Raheem         | Sri Lanka         | 2:02.88 |       |
| 47        | 5       | 1    | Ayumi Macías           | México            | 2:02.95 |       |
| 48        | 5       | 8    | Evangelio Dato         | Filipinas         | 2:02.96 |       |
| 49        | 5       | 2    | Jessica Cattaneo       | Peru              | 2:03.08 |       |
| 50        | 5       | 0    | Tuana Bahtoğlu         | Turquia           | 2:03.39 |       |
| 51        | 4       | 7    | Lani Cabrera           | Barbados          | 2:04.10 |       |
| 52        | 4       | 2    | Cecilia Eysturdal      | Ilhas Feroé       | 2:04.86 |       |
| 53        | 3       | 9    | Nguyễn Diệu Linh       | Vietname          | 2:05.34 |       |
| 54        | 4       | 3    | Erika García           | Peru              | 2:05.45 |       |
| 55        | 4       | 4    | Rebeca Quinteros       | El Salvador       | 2:05.59 |       |
| 56        | 3       | 5    | Defne Kurt             | Turquia           | 2:05.70 |       |
| 57        | 3       | 8    | Matelita Buadromo      | Fiji              | 2:06.33 |       |
| 58        | 3       | 4    | Elena Giovanninni      | San Marino        | 2:06.57 |       |
| 59        | 4       | 0    | Ana Nóbrega            | Angola            | 2:07.23 |       |
| 60        | 4       | 9    | Malavika Vishwanath    | Índia             | 2:07.60 |       |
| 61        | 4       | 8    | Monika Vasilyan        | Armênia           | 2:07.66 |       |
| 62        | 3       | 2    | Rebecca Maduro         | Aruba             | 2:07.68 |       |
| 63        | 4       | 1    | Olivia de Maroussem    | Ilhas Maurícias   | 2:07.91 |       |
| 64        | 1       | 4    | Nadia Cubells          | Andorra           | 2:08.07 |       |
| 65        | 2       | 4    | Tiara Anwar            | Brunei            | 2:08.15 |       |
| 66        | 2       | 6    | Anna Manchenkova       | Azerbaijão        | 2:08.49 |       |
| 67        | 2       | 0    | Maeform Borriello      | Honduras          | 2:09.12 |       |
| 68        | 3       | 1    | Zabrina Holder         | Barbados          | 2:10.07 |       |
| 69        | 2       | 8    | Yara Lima              | Angola            | 2:10.30 |       |
| 70        | 3       | 7    | Anusha Mehta           | Índia             | 2:11.08 |       |
| 71        | 2       | 7    | Anna-Liza Mopio-Jane   | Papua-Nova Guiné  | 2:13.04 |       |
| 72        | 2       | 2    | Samantha Roberts       | Antígua e Barbuda | 2:13.19 |       |
| 73        | 2       | 3    | Long Chi Wai           | Macau             | 2:13.20 |       |
| 74        | 3       | 6    | Elisa Bernardi         | San Marino        | 2:14.88 |       |
| 75        | 1       | 3    | San Khant Khant Su     | Myanmar           | 2:15.13 |       |
| 76        | 2       | 1    | Fabiola Espinoza       | Nicarágua         | 2:15.73 |       |
| 77        | 1       | 5    | Diana Basho            | Albânia           | 2:17.25 |       |
| 78        | 1       | 6    | Chamodi de Fonseka     | Sri Lanka         | 2:22.81 |       |
| 79        | 1       | 7    | Dirngulbai Misech      | Palau             | 2:27.72 |       |
| 80        | 1       | 2    | Aminath Shajan         | Maldivas          | 2:28.41 |       |
| —         | 2       | 5    | Beatrice Felici        | San Marino        |         | DNS   |
| —         | 2       | 9    | Debbie Chew            | Guatemala         |         | DNS   |
| —         | 4       | 6    | Kimberly Buys          | Bélgica           |         | DNS   |
| —         | 6       | 3    | Jessica Camposano      | Colômbia          |         | DNS   |
| —         | 8       | 0    | Daryna Zevina          | Ucrânia           |         | DNS   |
| —         | 8       | 9    | Katarína Listopadová   | Eslováquia        |         | DNS   |

### Final
A final teve sua disputa realizada em 3 de dezembro. 
| Colocação         | Raia | Nome                | Nacionalidade  | Tempo   | Notas  |
| ----------------- | ---- | ------------------- | -------------- | ------- | ------ |
| Medalha de ouro   | 5    | Sarah Sjöström      | Suécia         | 1:50.78 | WR, CR |
| Medalha de prata  | 3    | Katinka Hosszú      | Hungria        | 1:51.18 |        |
| Medalha de bronze | 4    | Femke Heemskerk     | Países Baixos  | 1:51.69 |        |
| 4                 | 1    | Veronika Popova     | Rússia         | 1:52.84 |        |
| 5                 | 2    | Federica Pellegrini | Itália         | 1:54.01 |        |
| 6                 | 7    | Charlotte Bonnet    | França         | 1:54.02 |        |
| 7                 | 6    | Shannon Vreeland    | Estados Unidos | 1:54.28 |        |
| 8                 | 8    | Evelyn Verrasztó    | Hungria        | 1:55.07 |        |

Legenda
| Recorde mundial       | Recorde mundial (World record)               |                       | Recorde africano                      | Recorde africano (African) |                                           | Q | Classificado por posição (Qualified) |
| Recorde do campeonato | Recorde do campeonato (Championship record)  | Recorde da América    | Recorde da América (Americas)         | q                          | Classificado por melhor tempo (Qualified) |   |                                      |
| Melhor marca do ano   | Melhor marca do ano (World leading)          | Recorde asiático      | Recorde asiático (Asian)              | DNS                        | Não largou (Did not start)                |   |                                      |
| Recorde nacional      | Recorde nacional (National record)           | Recorde europeu       | Recorde europeu (European)            | DNF                        | Não terminou (Did not finish)             |   |                                      |
| Recorde pessoal       | Recorde pessoal do atleta (Personal best)    | Recorde da Oceania    | Recorde da Oceania (Oceania)          | DSQ / DQ                   | Desclassificado (Disqualified)            |   |                                      |
| Recorde da temporada  | Recorde da temporada do atleta (Season best) | Recorde sul-americano | Recorde sul-americano (South America) | NM                         | Sem marca (No mark)                       |   |                                      |